# BAC 167 Strikemaster
Il BAC 167 Strikemaster era un monomotore a getto da addestramento ed attacco al suolo ad ala dritta prodotto dall'azienda britannica British Aircraft Corporation alla fine degli anni sessanta.
Ottenne un buon successo commerciale venendo impiegato da diverse forze aeree, soprattutto nell'area mediorientale, rimanendo operativo fino agli anni ottanta. Attualmente alcuni esemplari acquistati da privati vengono tenuti ancora in condizioni di volo.

## Storia

### Sviluppo
Lo Strikemaster era l'estrema evoluzione dell'originario Percival Provost, un aereo da addestramento basico ad elica e motore a pistoni prodotto negli anni cinquanta. Dal Provost se ne sviluppò una variante dotata di motore a reazione, il BAC Jet Provost, dal quale a sua volta trae origine. Il progetto originale prevedeva di proporlo nel ruolo di aereo antiguerriglia ma lo sviluppo si concentrò sulla versione da addestramento ed attacco al suolo in quanto maggiormente richiesta dal mercato bellico.
Lo Strikemaster è essenzialmente la versione armata del Provost T Mk 5, sviluppata e migliorata grazie ad un irrobustimento della cellula, necessaria per l'adozione di una motorizzazione più potente, ed una serie di modifiche che riguardavano un'avionica più recente, l'adozione di piloni alari, nuovi seggiolini eiettabili, un carrello d'atterraggio di minori dimensioni e un aggiornamento al sistema di rifornimento. Con l'aggiornamento venne quindi trasformato da semplice aereo da addestramento in un velivolo leggero da attacco al suolo.
Venne portato in volo per la prima volta il 26 ottobre 1967.

### Impiego operativo
Lo Strikemaster venne impiegato da diverse forze aeree come addestratore avanzato, in America Latina, Africa, Medio Oriente, Asia e Nuova Zelanda. Venne anche usato in azioni belliche da Ecuador, Oman e Yemen.

## Utilizzatori

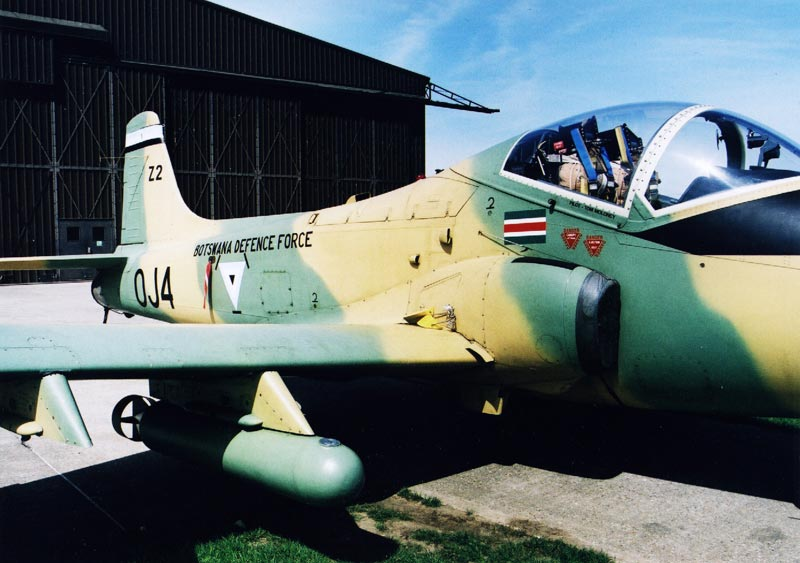
Uno dei Strikemaster utilizzato dalla Botswana Defence Force Air Wing.

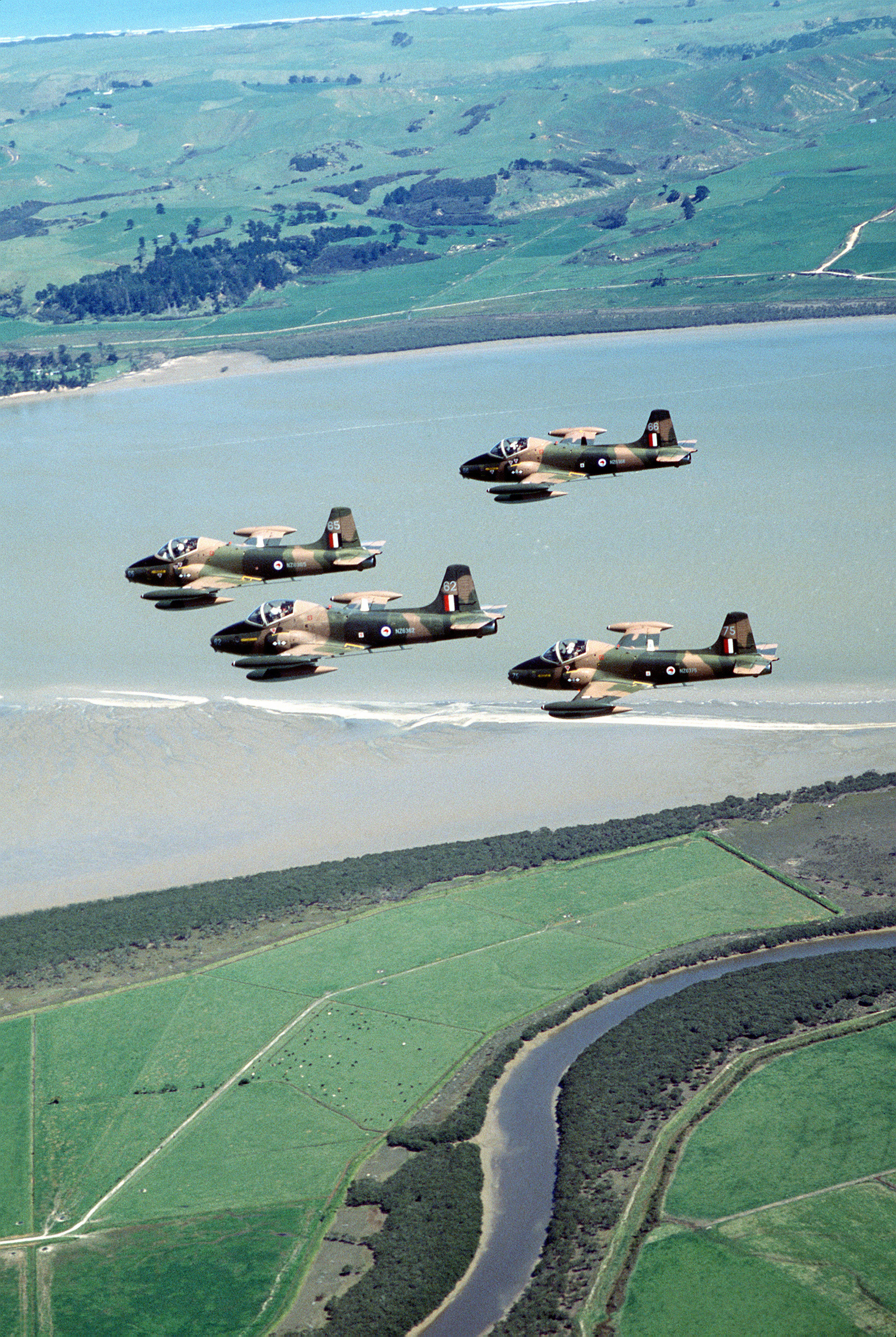
Una formazione di Strikemaster del No. 14 Squadron RNZAF.

Arabia Saudita
- Al-Quwwat al-Jawwiyya al-Sa'udiyya

operò con la versione Strikemaster Mk 80/80A.
 Botswana
- Botswana Defence Force Air Wing

operò con 11 esemplari, nove Mk 83 ex Al-Quwwat al-Jawwiyya al-Kuwaytiyya (Kuwait) più due Mk 87 ex Kenya Air Force, in servizio dal 1988 al 1997.
 Ecuador
- Fuerza Aérea Ecuatoriana

operò con i Strikemaster Mk 89/89A.
 Kenya
- Kenya Air Force

operò con la versione Strikemaster Mk 87.
 Kuwait
- Al-Quwwat al-Jawwiyya al-Kuwaytiyya

operò con la versione Strikemaster Mk 83.
 Nuova Zelanda
- Royal New Zealand Air Force
  - No. 14 Squadron RNZAF operò con la versione Strikemaster Mk 88.

 Oman
- Al Quwwat al-Jawwiya al-Sultanya al-Omanya

operò con la versione Strikemaster Mk 82/82A.
 Singapore
- Angkatan Udara Republik Singapura

operò con la versione Strikemaster Mk 84, tutti ritirati nel 1984.
 Sudan
- l-Quwwat al-Jawwiyya al-Sudaniyya

operò con la versione Strikemaster Mk 90.
 Yemen del Sud
- South Yemen Air Force

operò con la versione Strikemaster Mk 81.